# MUSIC FOR MUSIC
株式会社MUSIC FOR MUSIC（ミュージック・フォー・ミュージック）は、東京都渋谷区に拠点を置く音楽制作プロダクションである。

## 概要
2011年に東京都渋谷区に設立された音楽制作会社。主にアーティストへの楽曲提供や、ドラマ・アニメ等の劇伴・CM音楽等の制作を行う。
日本レコード大賞優秀作品賞受賞4回、オリコン1位獲得楽曲は160曲を越える。

## 主な作品
※出典
- BABYMETAL 「DA DA DANCE (feat.Tak Matsumoto)」(作詞/Kanata Okajima/作曲/Kanata Okajima,MEGMETAL/編曲/MEGMETAL)
- ONE OK ROCK 「Renegades-Acoustic」(Recording/Mix/MEG)[3]
- 三浦大知 「EXCITE」(共作詞/Kanata Okajima/共作曲/Kanata Okajima)
テレビ朝日系ドラマ『仮面ライダーエグゼイド』主題歌 / レコード大賞優秀賞受賞（2017年）
- BTS 「Crystal Snow」(作詞/作曲/Kanata Okajima,Soma Genda/編曲/Soma Genda)
全世界iTunesチャート17カ国で1位
- Ado 「うっせぇわ」(Mix/Naoki Itai)
総再生回数 2億回越[4]
- SixTONES 「NEW ERA」(共作詞/Naoki Itai/作曲/編曲/Naoki Itai,MEG)
読売テレビ・日本テレビ系のテレビアニメ『半妖の夜叉姫』のオープニングテーマ
- BOYS AND MEN 「ニューチャレンジャー」(作詞/作曲/Kanata Okajima,Hayato Yamamoto/編曲/Hayato Yamamoto)
テレビアニメ『新幹線変形ロボ シンカリオンZ』オープニングテーマ[5]
- 緑黄色社会 「ずっとずっとずっと」(編曲/Naoki Itai)
アサヒスーパードライ ザ クールCMソング[6]
- 西野カナ 「トリセツ」(編曲/Naoki Itai)
ワーナー・ブラザース・ジャパン配給映画『ヒロイン失格』主題歌 / レコード大賞優秀賞受賞（2015年）

## 沿革
- 2011年
11月　- 会社設立。
- 2014年
2月 - 少女時代 『LOVE&PEACE』で第28回日本ゴールドディスク大賞にてベスト5 アルバム(アジア)受賞。（「Gossip Girls」、「DO THE CATWALK」作曲／ Kanata Okajima）[7]
- 2015年
12⽉ - 西野カナ 「トリセツ」で第57回日本レコード大賞優秀賞受賞。（編曲／Naoki Itai）[8]
- 2016年
12月 - 西野カナ 「Dear Bride」で第49回日本有線大賞対象受賞。（編曲／Naoki Itai）[9][10]
- 2017年
12月 - 三浦大知「EXCITE」で第59回⽇本レコード⼤賞優秀賞受賞。（作詞／作曲／Kanata Okajima）[11]
12月 - 西野カナ「手をつなぐ理由」で第59回日本レコード大賞優秀賞受賞。（編曲／Naoki Itai）[11]
- 2018年
2月 - 安室奈美恵 『Finally』で第32回⽇本ゴールドディスク⼤賞にてベスト5 アルバム受賞。（「Big Boys Cry」作詞／Kanata Okajima）[12]
2月 - 嵐『untitled』で第32回⽇本ゴールドディスク⼤賞にてベスト5 アルバム受賞。（「夜の影」作曲／編曲／Soma Genda）[12]
12⽉ - 西野カナ「Bedtime Story」で第60回日本レコード大賞優秀賞受賞。（編曲／Naoki Itai） [13]
- 2019年
10⽉ - BABYMETAL『METAL GALAXY』でアメリカ・ビルボードのアルバム総合チャート「Billboard 200」で13位にランクイン。（「DA DA DANCE (feat. Tak Matsumoto)」作曲／MEGMETAL, Kanata Okajima 作詞／Kanata Okajima 編曲／MEGMETAL） [14]
- 2020年
10⽉ - BABYMETAL『METAL GALAXY』で「MTV VMAJ 2020」にて最優秀アルバム賞「Best Album of the Year」を受賞。[15]

## 所属クリエイター
- 板井直樹（Naoki Itai）
  - 作曲家、編曲家、サウンドプロデューサー
- 岡嶋かな多（Kanata Okajima）
  - 作詞・作曲家、ボーカルプロデューサー
- MEG 
  - プロデューサー、作編曲家、ミックス、マスタリングエンジニア
- Soma Genda
  - 作詞・作曲・編曲家
- 山本隼人（Hayato Yamamoto）
  - 作詞・作曲家、プロデューサー、劇伴作家